# The Nickel-Hopper
The Nickel-Hopper è un film del 1926, diretto da F. Richard Jones e Hal Yates.

## Trama
A tenere a galla la famiglia sono la giovane Paddy e sua madre. Il fratellino di Paddy è troppo piccolo, e suo padre è costantemente occupato a non cercare lavoro. Paddy, le notti, lavora in una dance-hall - la cui orchestrina è dotata di un batterista scatenato – e si fa pagare un nickel per ogni giro di danza che offre ai clienti.
In tal modo a Paddy non mancano occasioni di incontrare ragazzi, anche benintenzionati, ma il padre – che è evidentemente anche un po' geloso – non esita a scacciarli regolarmente. Le cose vanno diversamente quando la ragazza fa la conoscenza di Jimmy Jessop, che le dà un passaggio sulla sua Rolls-Royce con autista. Il padre di Paddy, fedele alla sua natura, non manca anche questa volta di intromettersi e, inforcata la bici, segue l'auto.
I tre si troveranno coinvolti in peripezie varie, al termine delle quali si reincontreranno tutti e tre inaspettatamente al posto di polizia, dove Jimmy fa la sua proposta di matrimonio alla ragazza.
Ma le avventure non vengono meno: il giorno del matrimonio Paddy e Jimmy finiscono, con lui aggrappato ai piedi di lei, col cadere in un precipizio. Fortunatamente l'ampio abito da sposa di Paddy funge da paracadute.